# Христо Каратодоров
Христо Каратодоров е български строител и иконописец от Възраждането, представител на Дебърската художествена школа.

## Биография
Роден е в мияшкото село Росоки, Дебърско. Работи във Видинско. Храмът „Св. св. Константин и Елена“ в Синаговци е построен през 1885 г. с дарения от местното население и е обявен за културен паметник. Според надписа на фасадата майстор е Христо Каратодоров от Росоки. Църквата „Свети Георги“ в съседното село Шеф, днес Антимово, е дело на майстор Христо Македонеца, вероятно Христо Каратодоров.